# Sint-Josephkerk (Leiden)
De Sint-Josephkerk is het grootste in gebruik zijnde rooms-katholieke kerkgebouw van de Nederlandse stad Leiden. De kerk is onderdeel van de Parochie Heiligen Petrus en Paulus. Ze staat ook bekend als de Herensingelkerk, gezien de ligging aan de Herensingel in het Noorderkwartier, maar heet officieel de Onze-Lieve-Vrouw-Hemelvaart en Sint-Josephkerk. De kerk is een rijksmonument, onderdeel van de Historische Canon van Leiden (nummer 51) en een van de hoogste gebouwen van Leiden.

## Geschiedenis
Al in de 17e eeuw stichtten de paters Karmelieten aan de Utrechtse Veer in Leiden een aantal staties, waaronder een die St. Joseph werd genoemd en een ander gewijd aan O.L.V. Hemelvaart. In 1917 werden onder verantwoordelijkheid van deken P. Deessen oude huizen opgekocht aan de Herensingel. In 1920 gaf de bisschop van Haarlem A. Callier de kapelaan A.J.J. Leusen, wiens laatste doopnaam ook Joseph luidde, de opdracht om een nieuwe parochie te stichten in de omgeving van de Herensingel. In 1922 gaf Leusen aan de gebroeders Van der Laan de opdracht voor het ontwerp van de kerk. In maart 1924 werd het ontwerp van de kerk gepresenteerd en begonnen de eerste werkzaamheden. 

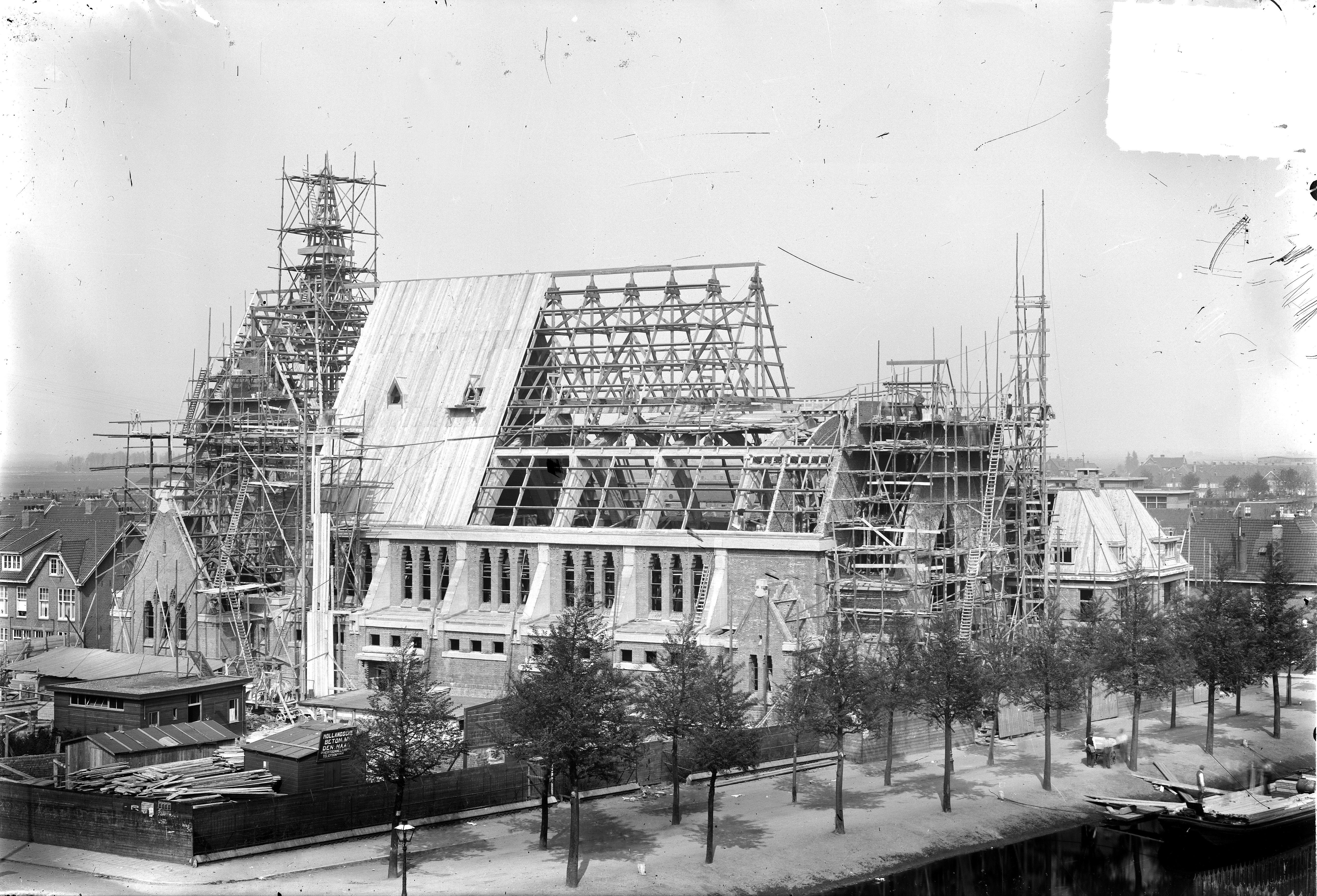
Gezicht op de bouw

 Op 1 september dat jaar werd de eerste steen gelegd. Op 17 september 1925 werd de vierde parochiekerk van Leiden afgerond en geconsecreerd als Sint Josephkerk. Deze naam werd gekozen omdat de kerk in een arbeiderswijk stond en Sint Joseph de patroon van de arbeiders is. In 1928 werden de luidklokken St. Joseph, St. Bernardus en St. Margharetha als jubileumgeschenk gegeven aan de pastoor. In 1930 werd J.J. Vijverberg benoemd als pastoor.

### Samenvoeging met O.L.V. Hemelvaart
Op 4 mei 1934 werd de Onze-Lieve-Vrouw Hemelvaartkerk aan de Haarlemmerstraat (bijgenaamd "Mon Père") gesloten. Op diezelfde datum werd de parochie van de St. Joseph opgeheven en samengevoegd met die van de O.L.V. Hemelvaart. Hierdoor kreeg de kerk haar huidige naam. Reden hiervoor was de tegen de verwachting in uitblijvende uitbreiding van de stad naar het noorden toe. Vervolgens gaan allerlei geruchten de ronde, waardoor deken A.H.M.J. Homulle zich genoodzaakt ziet hier publiekelijk op te reageren. Beide parochies samen hadden in dat jaar meer dan 7000 leden en zes lagere scholen. Homulle, die pastoor was van de Mon Père, werd pastoor van de nieuwe parochie. Vanaf 1939 werd jaarlijks een zegening van de gereedschappen en de arbeid in het algemeen gehouden, omdat St. Joseph de patroonheilige is van de arbeiders.

### Oorlogsjaren

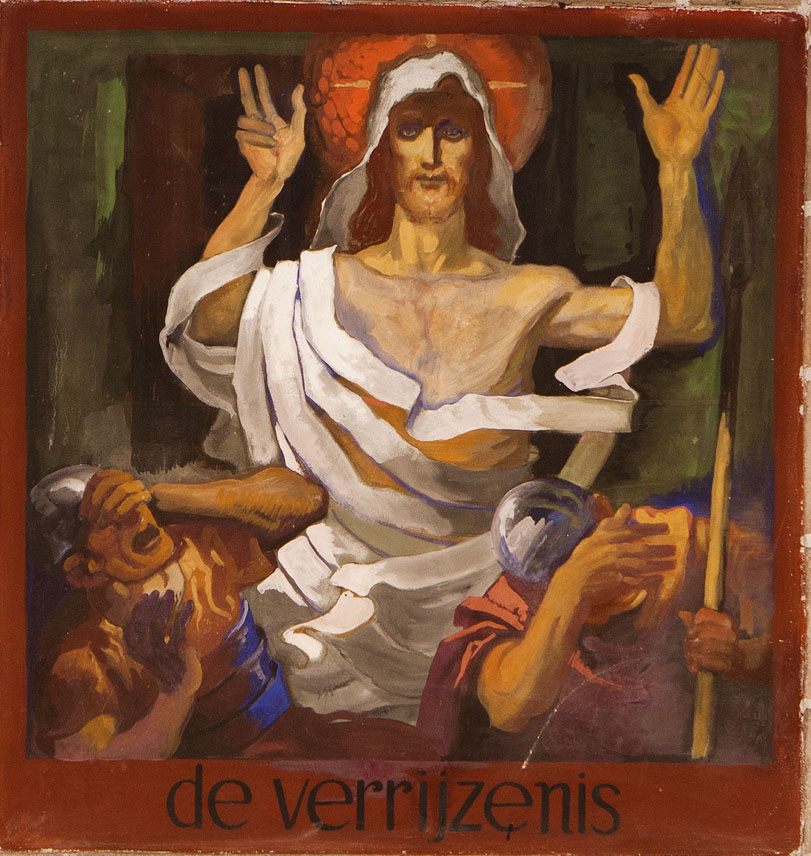
Kruisweg, detail

In 1934 had kapelaan Dorbeck van de Josephparochie in een toespraak al "op gloedvolle wijze" gewezen op de gevaren van de N.S.B. en het fascisme. In mei 1940 werden 30 bedden en enige ledikanten die voor het ziekentriduüm gebruikt geschonken voor de opvang van de inwoners van Valkenburg, die door het oorlogsgeweld uit hun huizen waren verdreven. Tijdens de oorlog werd de afdeling van de De Graal op last van de bezetter opgeheven. Ook de padvinders werden opgeheven, maar op St. Jorisdag gingen velen toch met hun uniform onder hun jas naar een kapel om die gelegenheid te vieren. Tijdens de oorlog kwam de sinds 1919 bestaande Leidse kring van de R.K. Bond van Werkmeesters bijeen in een kapel van de kerk om te besluiten zich op te heffen. Men wilde namelijk geen lid worden van het door de bezetter gecreëerde Nederlands Arbeidsfront. In 1943 vierde vierde de parochie het 40-jarig priesterjubileum van deken Homulle en gaf hem een door Wijnand Geraedts geschilderde kruisweg cadeau. Het bisdom Haarlem verlichtte in dat jaar de afbetalingsverplichtingen voor de parochie. Op lastgeving van de Rijkscommissaris werden dat jaar echter de drie luidklokken gevorderd om ze om te laten smelten. In 1946 werden weer nieuwe klokken opgehangen. Op 10 december 1944 sloeg tijdens de Mis bij geallieerde bombardementen een vliegtuigbom in vlak bij de kerk in de Alexanderstraat. Het eigenlijke doelwit was 'Het Spoortje', een station aan de Herensingel, dat een overslagplaats was voor V2 raketten. Er vallen twaalf doden en vele gewonden, terwijl 150 huizen worden verwoest. De kerk doet vervolgens dienst als geneeskundige en geestelijke opvang. In de hongerwinter van 1945 zorgt de kerk voor voedselhulp. Alleen op zondag wordt de Mis gevierd, aangezien men ook een tekort aan hosties en kaarsen vreest.

### Tot 2000
J. Buis werd in 1952 in deze kerk gewijd tot titulair bisschop van Astypalaia, terwijl hij tergelijkertijd benoemd werd tot Apostolisch Vicaris van Jesselton in Maleisië. De Leidse parochie bleef de regelmatig terugkerende Buis steunen in gebed en met donaties. Pas vanaf de jaren 50 van de twintigste eeuw wordt de bijnaam Herensingelkerk in de krant gebruikt. In 1953 werd J.A. van Kleef de nieuwe pastoor. De kerk bleef door verschillende personen als 'Mon Père' dan wel als 'Jozef' genoemd. Daarom schreef Van Kleef dat jaar: 'Om al die namen onder één noemer te brengen, verzoek ik u deze parochie voortaan de Herensingel-parochie te noemen'. Begin jaren 50 werd het grote kruis achter het altaar geplaatst. Verder werden in 1957 de tabernakeldeuren versierd door een pelikaan en een vis, symbool voor Christus. Vanaf de oprichting in 1955 van een nieuw Bisdom Rotterdam gaat de kerk daar deel van uitmaken. In 1961 werd een dependance van de R.K. bibliotheek geopend in een zaal van de Herensingelkerk. Dat jaar vertrekt de kapucijner parochiaan Fom de Jeu als missionaris naar La Unión in Chili, waar hij in 2014 tot ereburger wordt benoemd. In 1964 wordt voor het eerst de Eucharistie in de volkstaal gevierd en celebreerde de priester met het gezicht naar het volk. Vanaf 1966 wordt De Menswording in Leiderdorp ingewijd, en wordt het betreffende gebied van de Josephparochie afgesplitst. In 1968 werd W.A.J. Koenekoop pastoor van deze parochie. In dat jaar werd ook voor het eerst een parochieraad gekozen. De parochieraad en de priesters van de Herensingelkerk spreken zich in 1969 uit voor een interpellatie in de gemeenteraad over een illegale situatie aan de Waardgracht. In 1970 zijn de kapelaans C.M. Fischer osb, F.P.A. Verlaan en C.J. Matthee scj tijdelijk gezamenlijk verantwoordelijk voor de parochie. In 1974 werd de laatste parochiezaal verkocht, die hoorde bij de oorspronkelijke kerk van O.L.V. Hemelvaart en die was gelegen aan de Maria Gijzensteeg. In 1975 was de voormalige kapelaan F. Verlaan korte tijd (waarnemend) pastoor. De zondag trok dat jaar gemiddeld 700 bezoekers. De pastorie werd verhuurd aan de gemeentelijke sociale dienst. In 1976 deed de franciscaanse pater P.C.A. de Ridder ofm zijn intrede. Hij schrijft in het sinds 1969 uitgegeven parochieblad ‘Bij de Tijd’: ‘Ik heb twee strakke wensen: dat de kerk en pastorie als gebouw in goede orde zijn en dat de mensen als echte gewone gelovige mensen zonder poeha levensecht om elkaar zouden geven.’ Het binnenplein van de kerk werd in de jaren 70 van de twintigste eeuw door een bouwbedrijf gebruikt als houtopslag. Medio 1977 nam de pastoor zijn intrek in de gerenoveerde pastorie. Bij de viering van zijn 30-jarig priesterfeest werd de oude fietsenstalling achter de kerk verbouwd tot de huidige Ridderzaal, waar sindsdien de ontmoeting bij de zondagse koffie plaatsvindt. In 1979 lekt het dak en is aan renovatie toe. In 1983 wordt de scouting-zolder van de Ridderzaal grondig verbouwd. Vanaf 1987 is de geschenkenwinkel Religia gevestigd in de pastorie. In het najaar van 1991 sterft De Ridder en blijft de parochie ruim een jaar zonder pastoor. Oud-deken van het Westland Wiegerinck wordt benoemd tot administrator. In 1992 wordt in een pastoraal beleidsplan nauwe samenwerking tussen de kerk en de Hartebrugkerk aangekondigd. In 1993 werd pater Jan Jetse Bol MSC als pastoor geïnstalleerd. Voor hem stond centraal 'Dat de mensen zelf hun kerk vorm geven'. Deze pastoor hoorde de biecht niet meer en biechtte zelf evenmin: 'Dat werkte in de praktijk ook allang niet meer.' Vanaf 1998 ontstond voor de Josephkerk en de Petruskerk een officieel samenwerkingsverband in de vorm van één pastoraal team, waar paters J.J. Bol en H.J.G. Heimeriks deel van uitmaakten. In 2000 werden zowel het kerkgebouw als de pastorie als monument aangewezen 

### Na 2000

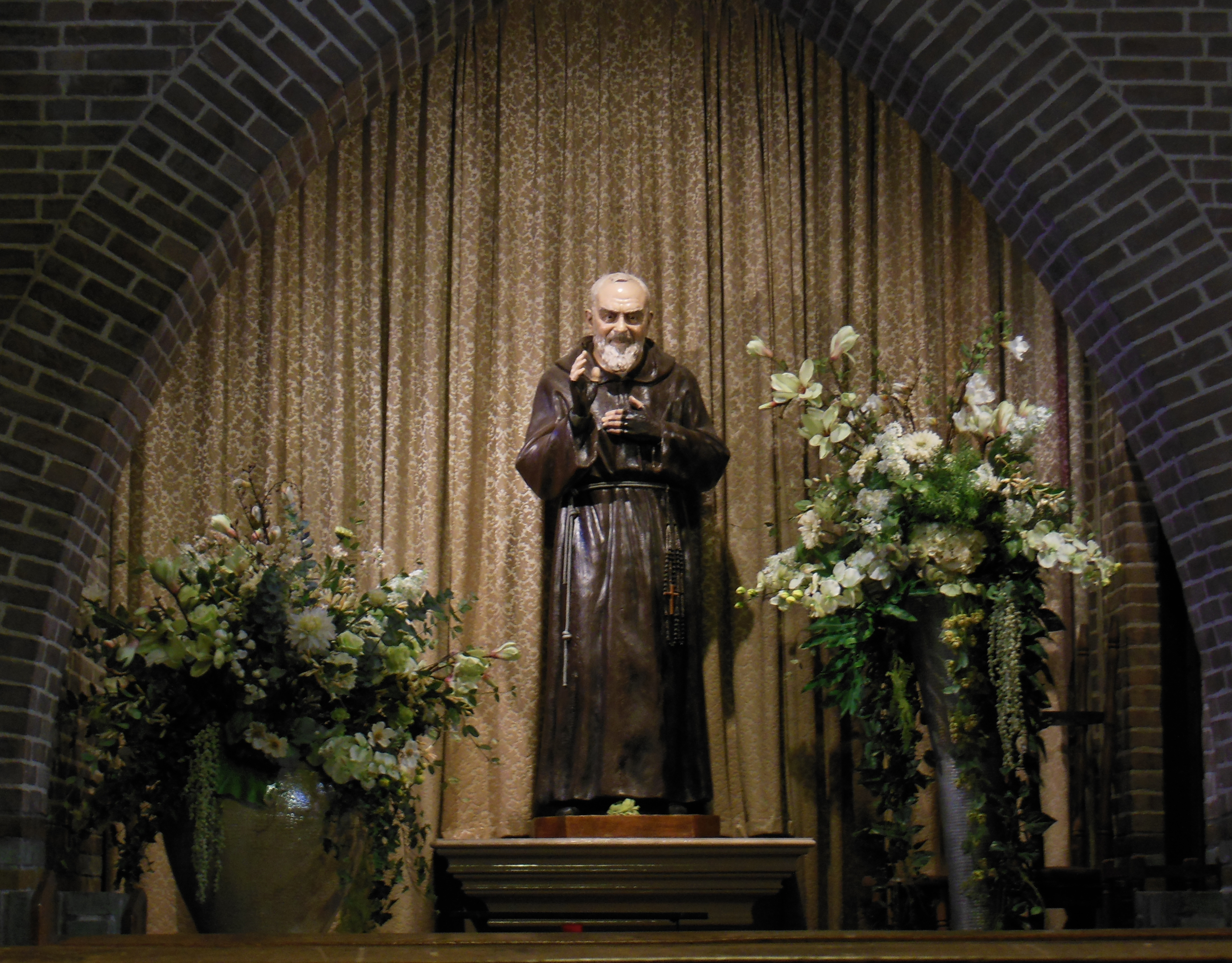
Pater Pio kapel

De huidige pastoor J.H. Smith werd in 2001 benoemd, die stelde: 'Weten wie je zelf bent en waar je zelf voor staat. Dat is waar het om draait.' Dat jaar startte de huidige Pater Pio gebedsgroep en de inrichting van de noordwestelijke Mariakapel met een beeld van deze heilige. Tevens werd vanaf dat jaar de biechtstoel weer gebruikt. Volgens de gemeentelijke Illuminatienota uit 2004 zou de toren van de kerk verlicht moeten worden. In 2005 werd rijkssubsidie toegezegd voor de herstel van de rijksmonumentale kerk. Vanaf 2006 wordt vanaf de Josephkerk de sacramentsprocessie gelopen door de binnenstad van Leiden. In 2009 werd vanuit onder andere deze kerk in de binnenstad van Leiden weer de eerste kruisweg gelopen. In 2011 zegent bisschop Van Luyn de nieuwe Verrijzeniskapel in. Ook werd daarbij in aanwezigheid van burgemeester Henri Lenferink de nieuw geplaatste grafsteen van architect Leo van der Laan, bouwer van de kerk, onthuld. Voor de zegening wordt een boek van kapelaan Michel Remery gepresenteerd. Hij promoveerde op de architectuur van Leo's andere zoon, Dom Hans van der Laan. In 2012 werd het binnenplein van de kerk omgevormd tot een parkeerterrein. Sinds augustus 2012 houdt de Sint-Michaëlparochie van de Eritrese Koptische Tewahdo gemeenschap vieringen in de Josephkerk. Vanaf 6 oktober dat jaar maakt de kerk en de parochiekern deel uit van de Heilige Petrus en Paulusparochie van Leiden en ommelanden. In 2013 kwamen gemiddeld 175 bezoekers naar de zondagse Mis en 250 inclusief de Poolse gemeenschap. De Poolse gemeenschap begon in 2015 elke zondag de Mis in hun taal te vieren in de Josephkerk. Tot dan gebeurde dit slechts om de week.
Vanaf februari 2016 werden de kerk en de naastgelegen pastorie grondig gerenoveerd; onder andere het gehele dak werd vervangen. In de pastorie was tot 2020 een studentenhuis gevestigd, waardoor een van de in het gebouw aanwezige keukens kon uitgroeien tot de culinaire kribbe van de zgn. 'frikandellenpizza'. Na de opheffing van het studentenhuis werd in 2021 begonnen met de verbouwing ervan met het oog op de huisvesting van uit Indonesië afkomstige zusters van de Sociëteit van Jezus, Maria en Jozef. Het gebouw huisvestte tevens ruim 30 jaar lang een religieuze cadeauwinkel, die eind 2017 sloot.

## Verenigingsleven
In 1928 werd de Mariacongregatie opgericht, onderverdeeld in afdelingen voor mannen, vrouwen, jongens en meisjes.
In 1931 werd het lekenapostolaat opgericht dat onder andere ziekenbezoeken aflegde en collectes hield. In 1931 stemde een kwart van de stemgerechtigden van de parochie op een niet katholieke partij. In 1932 werd de St. Josephgroep opgericht, een afdeling van de Verkenners van de Katholieke Jeugdbeweging die in 1971 opging in Scouting Nederland. Een jaar latern werd een welpengroep opgericht met de naam 'St. Joseph-horde'. De groep bestaat nog voort in de huidige Leidse scouting St. Jozef.
In 1934 werd verder de Broederschap van St. Jeroen opgericht. In 1937 werd in de parochie een afdeling van de De Graal opgericht, en de St. Odo koorknapen, die als koor ook in Amsterdam en Den Haag optraden en van wiens zaak een langspeelplaat werd gemaakt. In 1946 wordt een afdeling van de Katholieke Arbeiders Vrouwenbeweging in de parochie opgericht. In 1948 werd het Acolietencollege opgericht. In 1952 wordt de bejaardensociëteit St. Gemma opgericht. Vanaf 1955 werden er gespreksgroepen gehouden. Hierbij werden onderwerpen besproken als de verantwoordelijkheid van de leek in de kerk In 1957 wordt een afdeling van de R.K. Vrouwenbeweging opgericht. In dat jaar werd in de parochie een afdeling van de R.K. Jongerensociëteit opgericht die aan de Maria Gijzelsteeg instuifavonden hield voor jongeren vanaf 17 jaar, waar ook Harry Bordon optrad. Voetbalteams van de drie Leidsche parochies spelen aan het eind van de zomervakantie jarenlang tegen elkaar, waarbij de Herensingelparochie in 1958-1959 twee keer achter elkaar de wisselbeker wint. In 1958 werd kapelaan G.W. Lemmers aalmoezenier van het voor het eerst gestarte bedrijfsapostolaat. Hij start een aantal zogenaamde 'bedrijfskernen' in Leidse fabrieken. In 1965 werd in de kerk de musical 'Pascha - brood en wijn' opgevoerd, geschreven door pater B. Rompa en met 400 spelers. In 1969 werd het jongerenkoor The Lord's Folks opgericht, waarvan de leuze was 'Positieve Opbouw, Geen Negatieve Afbraak' (Pogna). In 1974 hebben ze een eigen elpee laten uitgeven. In 1976 splitst een deel van het jeugdwerk zich af van de parochie in een discussie over de zaal het Binnenhuis. Met Kerst dat jaar werd in de kerk een kerstspel opgevoerd door De Sleutels met medewerking van verstandelijk gehandicapten. In 1998 gaf deze groep hier een voorjaarsconcert. In 2003 werd het gemengde koor Magnificat opgericht. Vanaf 2008 heeft de kerk een parochieband met de Sint-Josephparochie in Carcasse in het westen van Haïti. Sinds 2011 vindt bij deze kerk de Catechese van de Goede Herder plaats. Vanaf 2012 is het het Katholiek Alpha-Centrum in de pastorie gevestigd. In september 2016 werd de Vrienden van Sint Joseph gestart, "een weg
van geloofsverdieping door een speciale devotie tot Sint Joseph. Jaarlijks, maandelijks, wekelijks en dagelijks doet men iets ter ere van Sint Joseph."

### Ziekentriduüm
Leusen startte in 1928 het jaarlijkse Eucharistische Ziekentriduüm, een vorm van nog altijd jaarlijks meestal in het voorjaar gehouden geestelijke oefeningen gedurende drie dagen voor 175-250 deelnemers, waarbij een groot aantal zieken in bedden in de kerk plaatsnemen. 'Klein Lourdes' werd de kerk wel genoemd tijdens dit triduüm. Soms werd tijdens het triduüm ook een huwelijk in de kerk voltrokken. Regelmatig was op een van de dagen de bisschop aanwezig. Na een onderbreking tijdens de oorlog werd het triduüm in 1950 hervat. In 1971 werd ook de locatie voor het ziekentriduüm verplaatst naar de Christus Dienaar kerk van Zoeterwoude. De organisatie vindt nog altijd grotendeels plaats vanuit de St. Joseph.

### Tentoonstellingen
Regelmatig vinden tentoonstellingen plaats in de zijbeuken van de kerk. Tentoongestelde exposities omvatten de Unicef-tentoonstelling Straatkinderen (1994), Op de weg naar Damascus: het begin van een nieuw leven (2009), de Lijkwade van Turijn (2017), Moeder Teresa: haar leven, werk en spiritualiteit (2018), De liefde van mijn hart (2020) en de Iconenexpositie Passie en Pasen (2019), naast de jaarlijkse uitgestalde kerststal.

## Financiering
De geldbronnen van de O.L.V. Hemelvaartparochie waren minimaal, aangezien zij haar geld had geïnvesteerd in Russische spoorwegobligaties, die na de Oktoberrevolutie niets meer waard waren. Kapelaan Leusen begon vanaf 1920 te collecteren in de omgeving. In 1921 was de opbrengst van het door het Haagse Toneelgezelschap Kunst en Godsdienst opgevoerde toneelstuk Het Teeken des Kruises ten bate van de te bouwen Josephkerk en in 1923 wederom met het stuk Durand en Durand van de studieclub Hartebrug. Volgens de aanbestedingsovereenkomst uit 1924 kostte de bouw 297.000 gulden, een bedrag vergelijkbaar met ruim 2 miljoen euro in 2013. De eerste werkzaamheden begonnen terwijl de middelen nog niet bijeen waren. Naast werving van giften, gaf de parochie ook tot in de jaren 30 obligaties uit ter financiering. De rente daarvan werd telkens in de maand maart uitgegeven, omdat in die maand de feestdag van de heilige valt. Mede om de opgebouwde schuld af te lossen, riep Leusen de St. Josephpenning in het leven. In 1930 ging pastoor Vijverberg hiermee verder door de Vereeniging van de St. Josephpenning op te richten, waarvan de contributie tot inkomsten moest leiden. In 1931-1938 werden op het binnenplein jaarlijks zogenaamde kerkschapen verkocht ten bate van de kerk. Tot in 1932 bleef het kerkbestuur in de krant geld te leen vragen. Ondanks de samenvoeging met een andere parochie in 1934 bleef een omvangrijke schuld bestaan van 4,5 ton. In 1961 besprak de penningmeester de begroting voor het eerst vanaf de preekstoef van de kerk. In 1971 deed het kerkbestuur een appel om een hogere bijdrage van parochianen om gezien het begrotingstekort sluiting van de kerk te voorkomen. Het aantal kerkbezoekers per zondag was in vier jaar tijd van 2100 naar 1000 afgenomen. De Leidse volksdichter Aad Singerlings publiceert een aantal gedichten over de 'droomwens' om de kerk te behouden en later uit dankbaarheid voor de giften. In 1977 hield de kerk een actie voor de restauratie van het orgel. Vanaf 1979 wordt jaarlijks een grote rommelmarkt gehouden, bedoeld voor het onderhoud van de kerk.

## Ontwerp

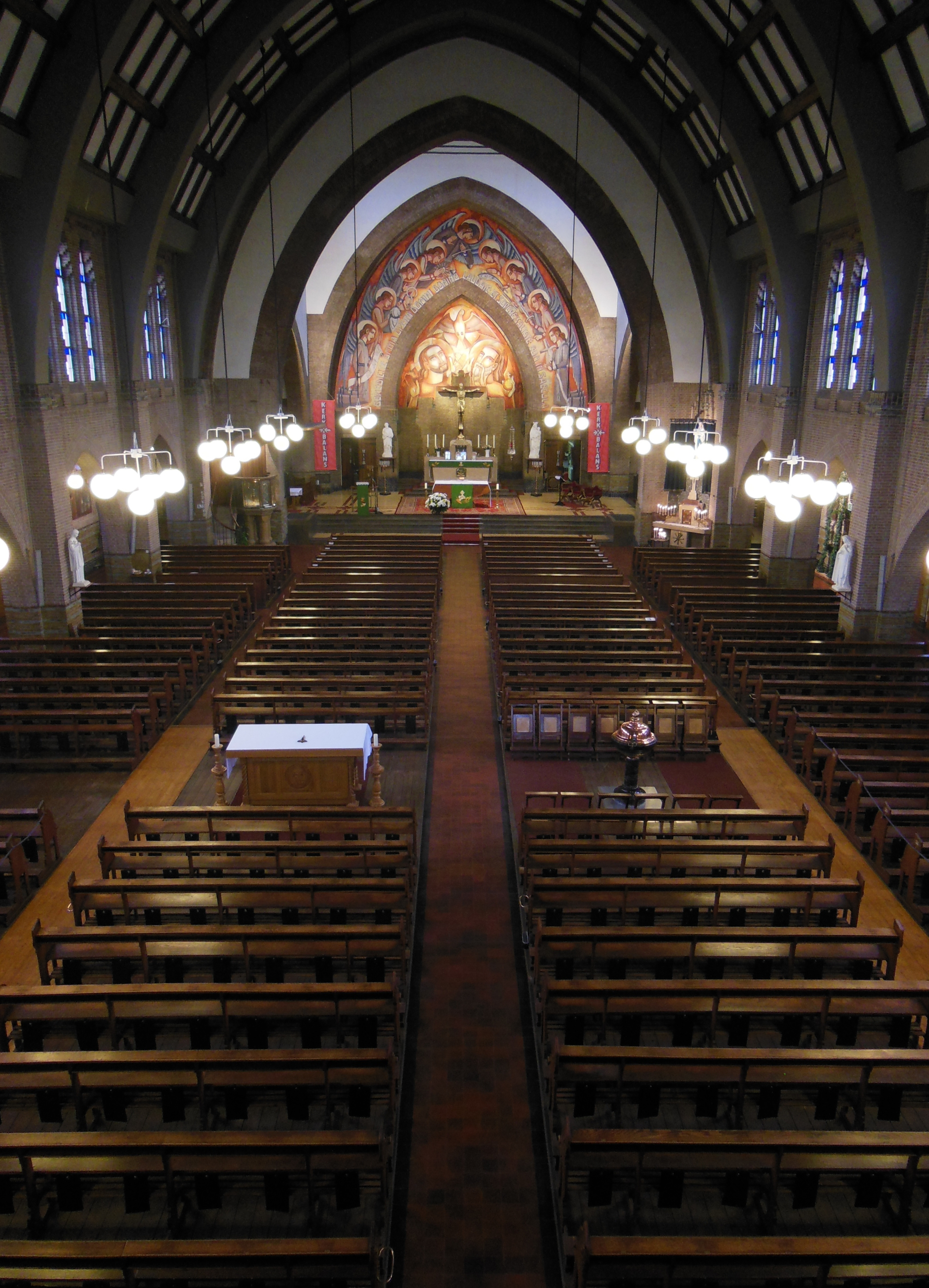
Overzicht op het schip

Het gebouw is ontworpen door Leo en Jan van der Laan. Het uit 1923 daterende ontwerp werd uitgevoerd door het Leidse aannemersbedrijf Bik en Breedeveld. De kerk is gebouwd in een typische, aan de Nieuwe Haagse School verwante, expressionistische bouwstijl en is van het basiliektype. De kerk bood oorspronkelijk 1000 zitplaatsen. Het gebouw is 60 meter lang en 25 meter breed en is van binnen 17 meter hoog. Kenmerkend voor de kerkbouw uit het interbellum is de grote breedte van het gebouw, dit om een optimale kijk op het altaar voor alle kerkgangers te bereiken. Het schema kan worden gekenmerkt als een Krophollerkerk. Het kerkruim is één door een zadeldak overspannen ruimte van 17,60 m zonder kolommen en heeft zeer smalle zijbeuken. Het schip heeft door een zware gemetselden boog directe aansluiting aan het priesterkoor. Dit is als voornaamste deel van de kerk in rechthoekige vorm hoog opgetrokken en door aan beide zijden hoog geplaatste vensters sterk verlicht. Tegen de achterzijde van het priesterkoor verheft zich het hoofdaltaar. Daar is de zonne-belichting, dat uit aan het oog onttrokken vensters naar binnen valt, het sterkst. Het was de bedoeling van de architecten, dat het licht in drie sterkten de kerk zou binnenvallen: op de gewone wijze in het schip, enigszins sterk in het priesterkoor en zeer sterk op het altaar. Boven het altaar op de kruising bevindt zich de Angelustoren. Aan de zijkanten van het schip van de kerk zijn smalle processiegangen, welke door een reeks spitsbogen van het kerkruim zijn gescheiden. Aan weerszijden van het priesterkoor, recht tegenover de gangen, zijn links de Pater Piokapel (voorheen Mariakapel, bedoeld voor de meisjes) en rechts de Josephkapel (destijds voor de jongens) met vrij uitzicht op het hoofdaltaar, die elk plaats bieden aan 90 à 100 personen. In 1955 werd de kerkklok uit 1946 vervangen, omdat die een barst had gekregen. Het opschrift op de door Petit & Fritsen gegoten, 1250 kg wegende klok luidt (in het Latijn): 'Ter ere van de H. Joseph, gezel en beschermer van het goddelijk kind. Ik heet Joseph'. De kap van de kerk is vernieuwd in 1979.

## Interieur
Het kerkinterieur verkeert voor een belangrijk deel nog in oorspronkelijke staat. Het pneumatische orgel werd in 1929 door Valckx & Van Kouteren opgeleverd. Het is daarmee een van de oudste bestaande werken van deze orgelbouwers. In 1977 werd het gerestaureerd door Pels & Van Leeuwen. De muurschildering van de Drie-eenheid en de engelen achter het altaar zijn door Alex Asperslagh ontworpen en aangebracht in jugendstil. De Latijnse tekst rond de boog is afkomstig uit Daniël 3,57: "Looft de Heer, alle schepselen Gods, prijst en verheft Hem eeuwig." Deze werd pastoor Vijverberg in 1931 aangeboden op zijn zilveren priesterjubileum. In 1938 werd de huidige preekstoel geplaatst. Ook uit de jaren 30 stamt de wassen beeldengroep van de jaarlijkse opgebouwde kerststal, die de grootste van Leiden en omstreken is (circa 6 meter hoog, 10 meter lang en 7 meter breed). De zestien kruiswegstaties werden in 1943 door Wijnand Geraedts geschilderd. Het doopvont is afkomstig van de in 1934 gesloten "Mon Père kerk. De preekstoel uit 1938 is ontworpen door Jan van der Laan en uitgevoerd door de gebroeders Van Remmen. Het oorspronkelijke glas-in-lood is in 1955 vervangen door het huidige. In 1968 werd het huidige teakhouten altaar geplaatst dat relikwieën bevat van St. Bonifatius en de martelaren van Gorcum. De kerk beschikt over vier ruimtes die gebruikt worden voor zaalverhuur voor met name sociaal-culturele activiteiten: de Pastoriezaal, het Binnenhof, de Ridderzaal en de Josephzaal voor 25 tot en met 80 personen.

## Fotogalerij

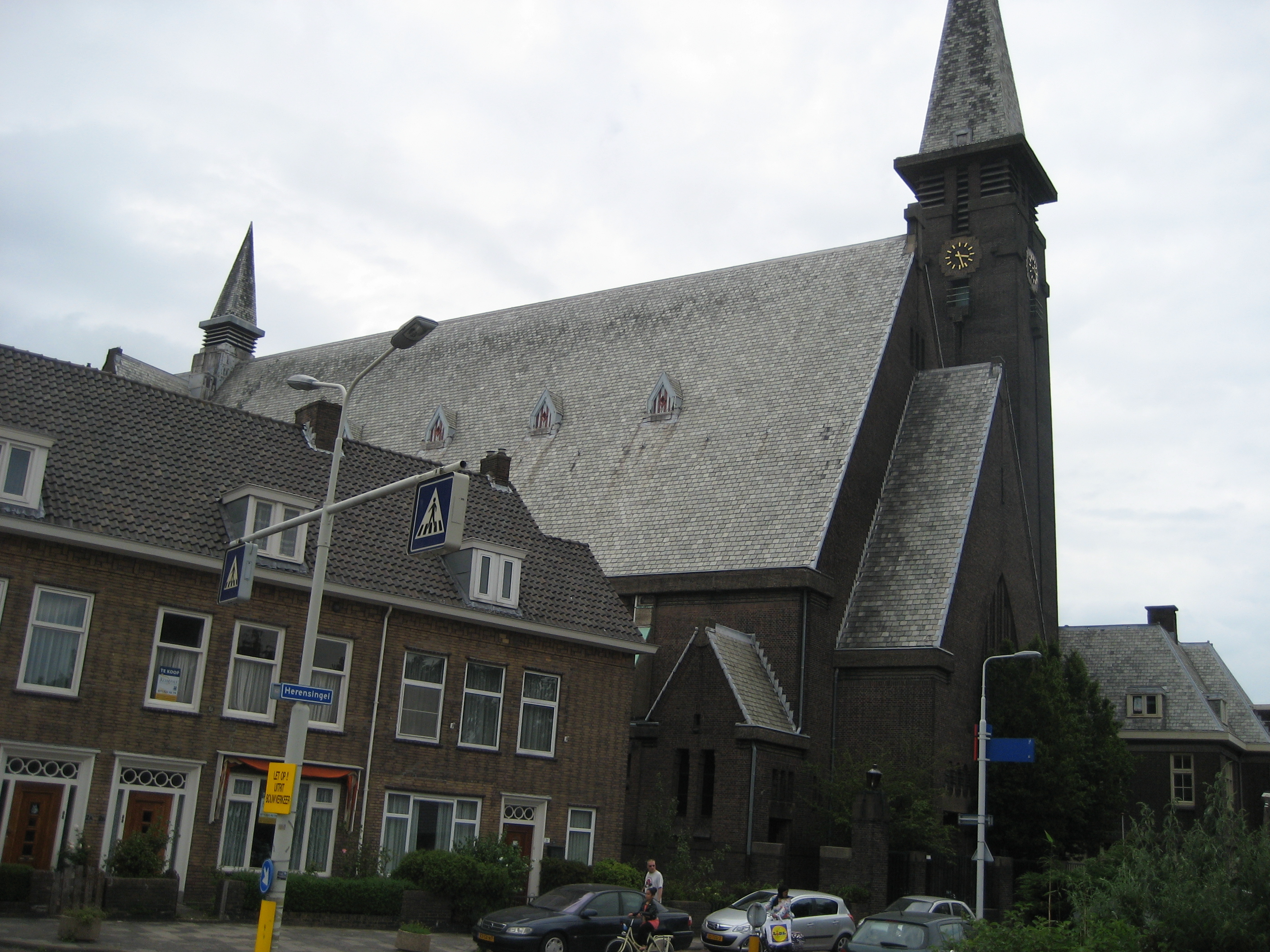
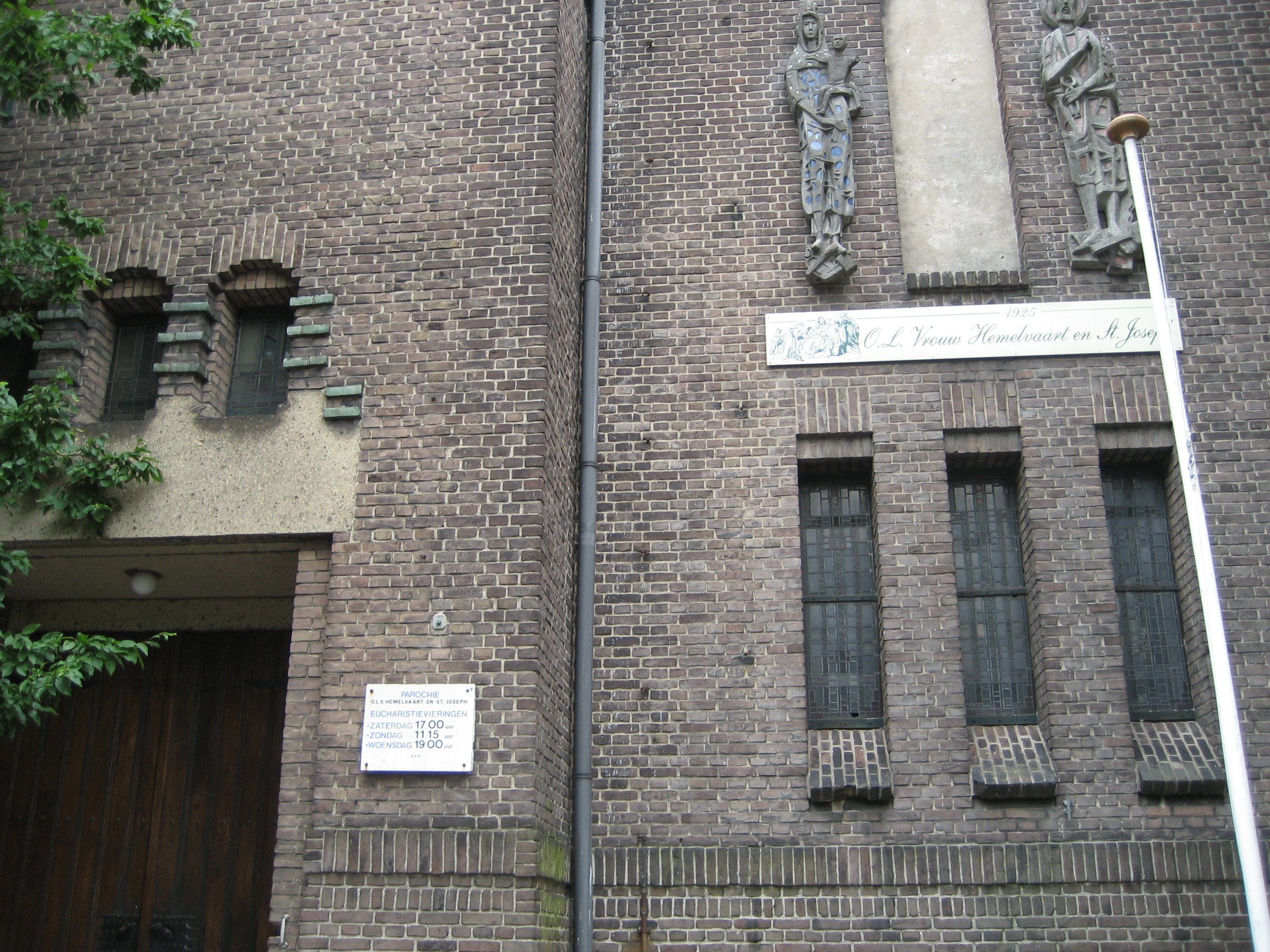
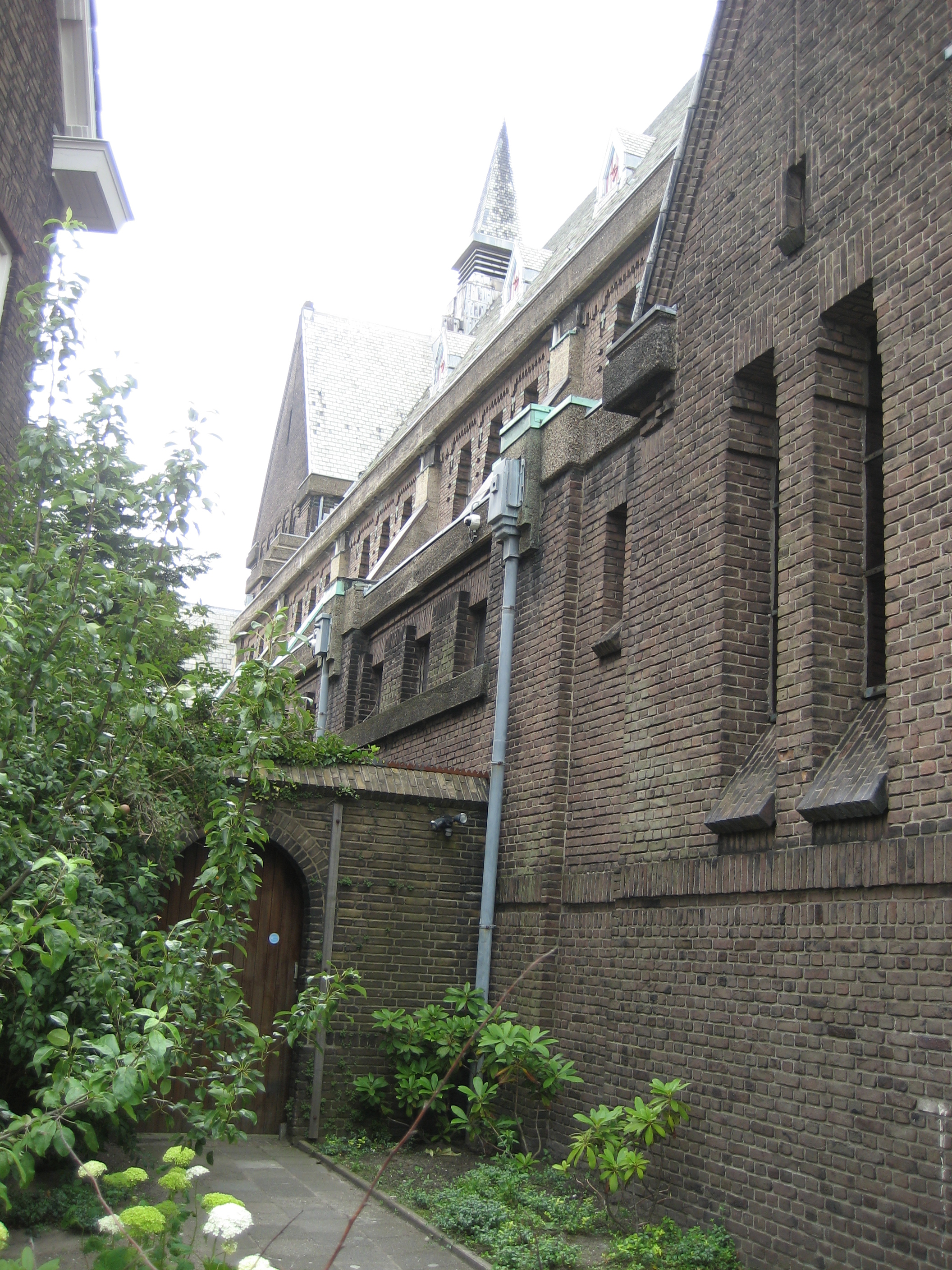
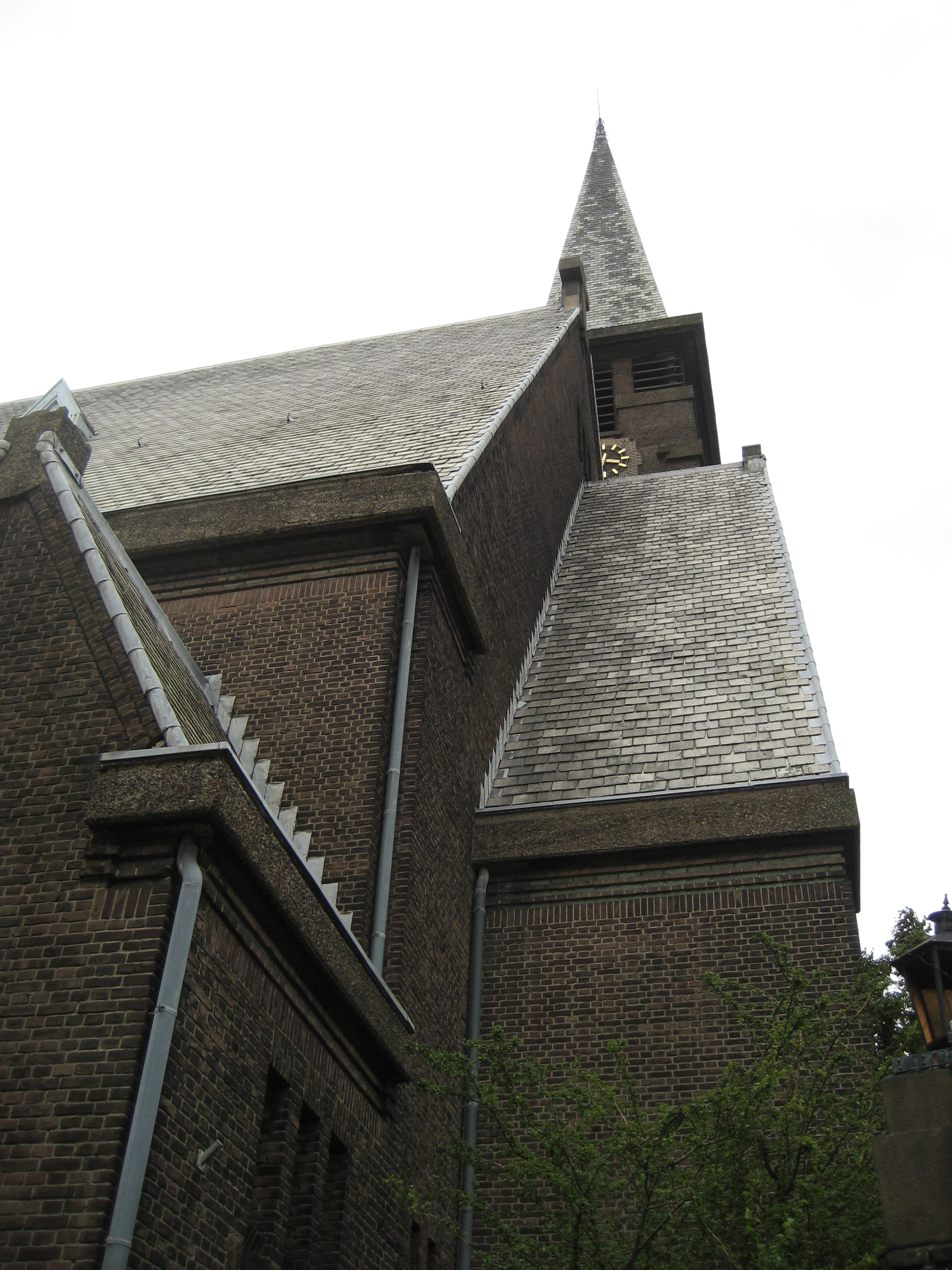
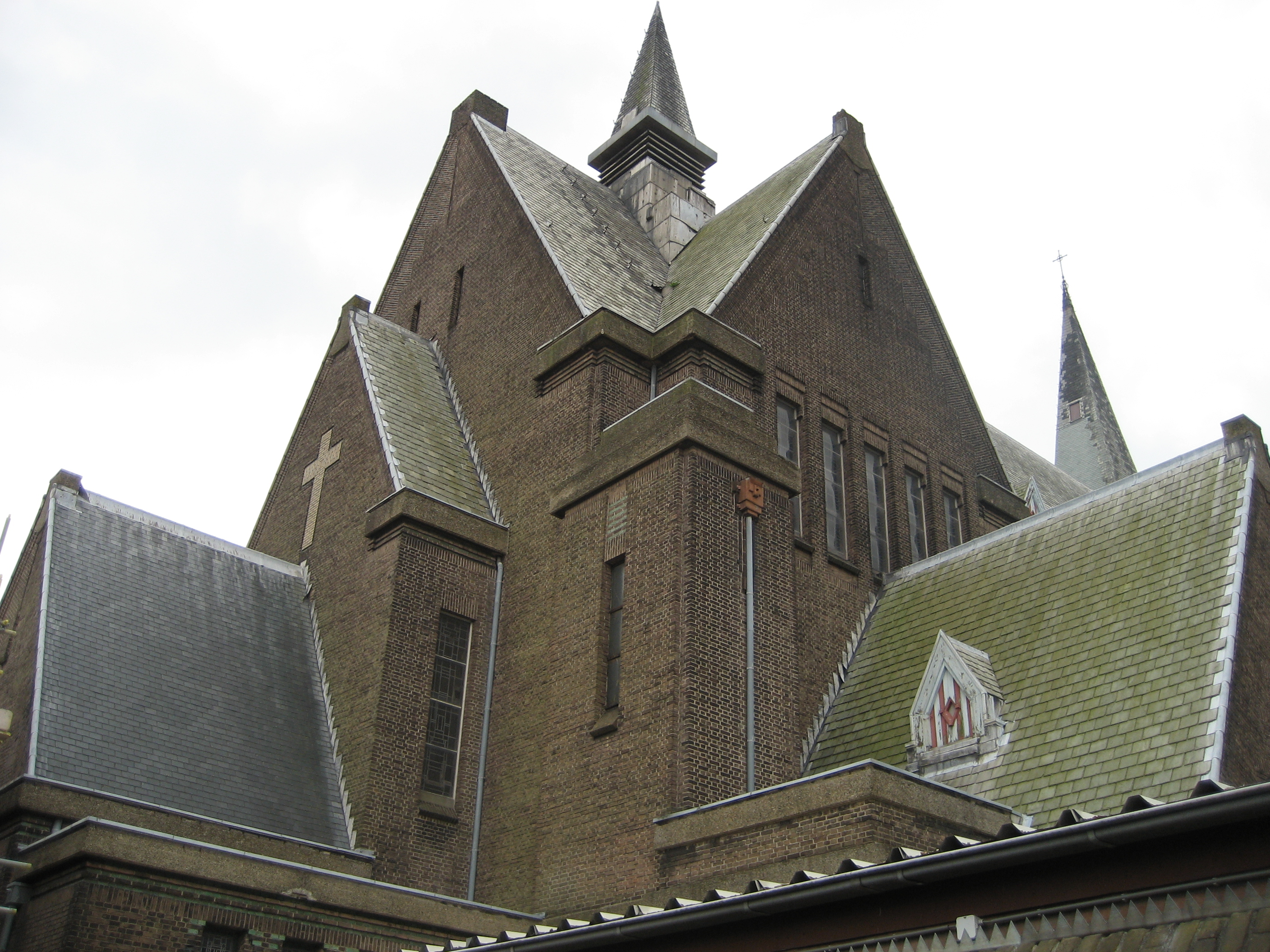
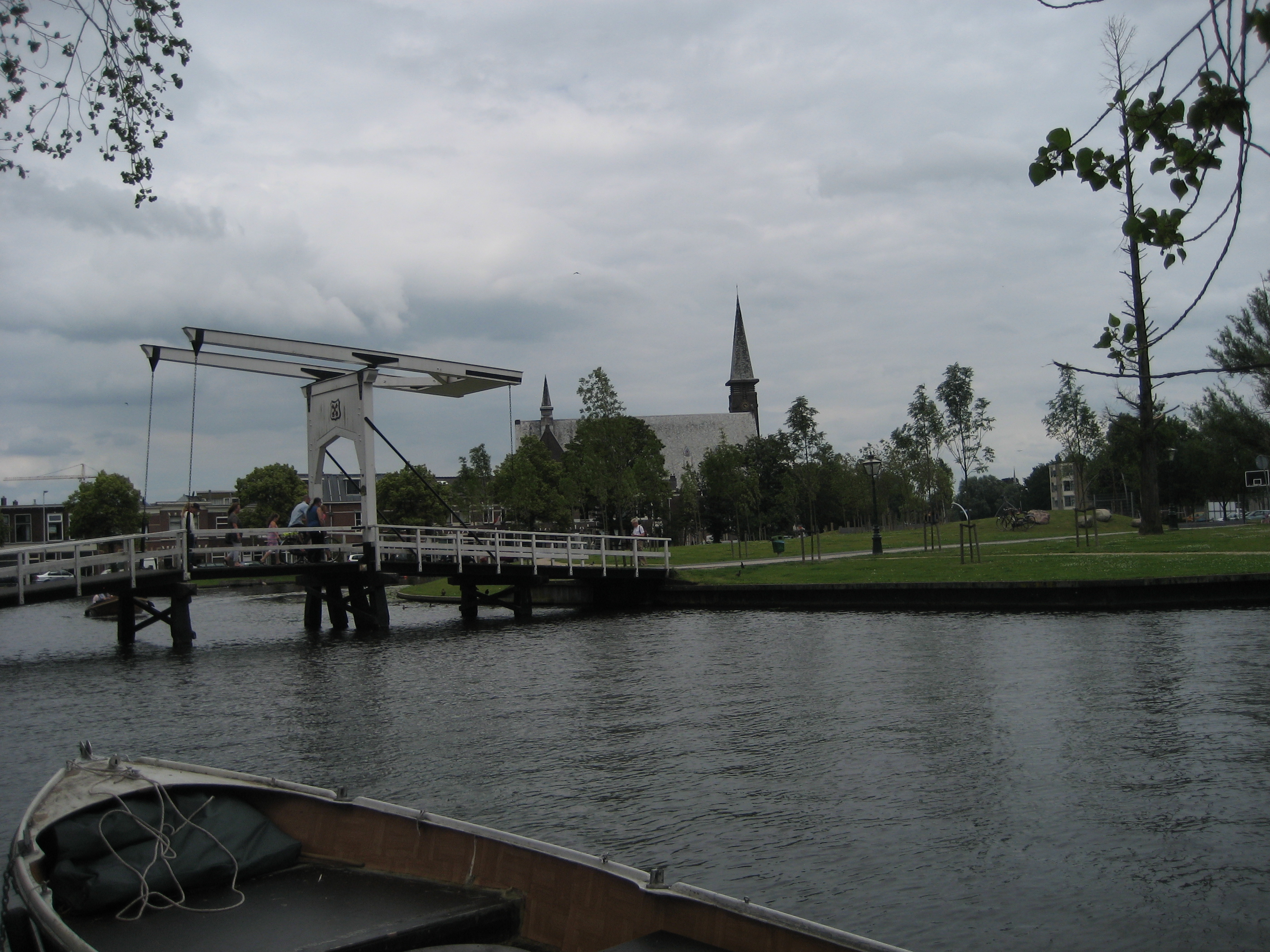

## Kerststal

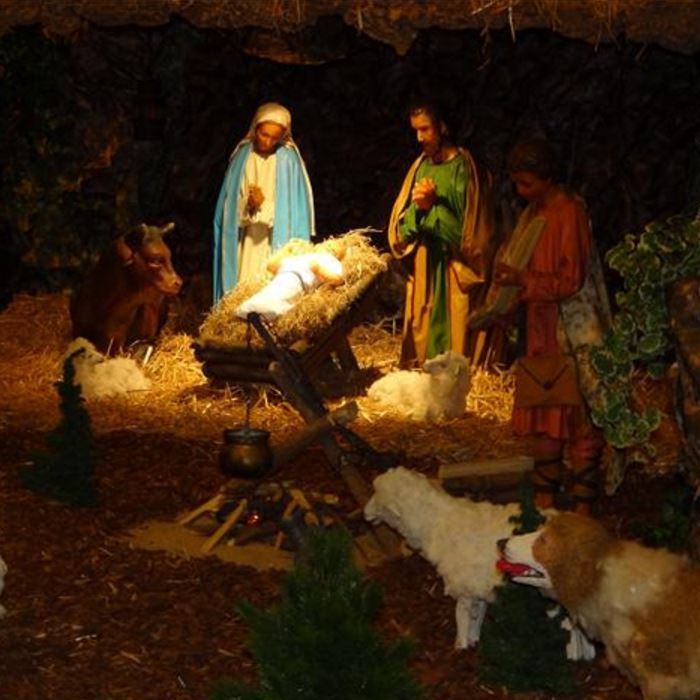
Kerststal in de Sint Josephkerk

In december is er een kerststal in de Sint Josephkerk die bekend staat als de grootste van de regio. In de jaren dertig werd een nieuwe kerststal als gift geschonken aan pastoor Homulle door de aartsbroederschap van de Heilige Familie in Leiden. De wassen beelden zijn in de 19e eeuw vervaardigd door zusters en ze zijn in 2014 gerestaureerd. De stal is 6 meter hoog, 10 meter lang en 7 meter breed. In 2013 bezichtigden meer dan 800 bezoekers de kerststal.

## Lijst van pastoors
|    | Jaar | Naam                                                 |
| -- | ---- | ---------------------------------------------------- |
| 1  | 1925 | A.J.J. (Antonius) Leusen                             |
| 2  | 1930 | J.J. (Jacques) Vijverberg                            |
| 3  | 1934 | A.H.M.J. (Anton) Homulle                             |
| 4  | 1953 | J.A. (Jan) van Kleef                                 |
| 5  | 1968 | W.A.J. (Wilhelm) Koenekoop                           |
| 6  | 1970 | C.M. Fischer, F.P.A. (Felix) Verlaan en C.J. Matthee |
| 7  | 1975 | F.P.A. (Felix) Verlaan                               |
| 8  | 1976 | P.C.A. (Piet) de Ridder                              |
| 9  | 1992 | A.H.P.A. Wiegerinck (administrator)                  |
| 10 | 1993 | J.J. (Jan Jetse) Bol                                 |
| 11 | 2001 | J.H. (Jeroen) Smith                                  |
| 12 | 2012 | J.H. (Jeroen) Smith en J.A (Jaap) van der Bie        |
| 13 | 2015 | J.H. (Jeroen) Smith en W.P.L. (Walter) Broeders      |